# Manulea dubia
Manulea dubia là một loài thực vật có hoa trong họ Huyền sâm. Loài này được Overk. Ex Roessl. mô tả khoa học đầu tiên.